# カタリーナ・フォン・ヴュルテンベルク (1821-1898)
カタリーナ・フリーデリケ・シャルロッテ・フォン・ヴュルテンベルク（Katharina Friederike Charlotte von Württemberg, 1821年8月24日 - 1898年12月6日）は、ヴュルテンベルク王ヴィルヘルム1世の娘で、ヴュルテンベルク王子フリードリヒの妻。

## 生涯
ヴィルヘルム1世と、その3番目の妻でヴュルテンベルク公ルートヴィヒの娘であるパウリーネの間の第1子、長女として生まれた。父にとっては3番目の娘である。また、両親は同族の従兄妹同士だった。
1845年11月20日、叔父パウル王子の長男フリードリヒ王子と結婚した。この結婚はヴュルテンベルク王家内の血縁的結びつきを強めることと、分家筋に有力な国王候補者となる男子をもうけておくことを目的としていた。夫妻の間には一人息子のヴィルヘルム（1848年 - 1921年）が生まれた。予期されていた通り、カタリーナの弟の国王カール1世は子供を授からず、カタリーナの息子がヴィルヘルム2世として王位を継いだ。
1870年に夫と死別した後は、しばしばスイスのヴィラ・ゼーフェルト（Villa Seefeld）で生活した。